# Smołwy
Smołwy (lit. Smalvos) – wieś, położona w okręgu uciańskim w rejonie jezioroskim i starostwie Turmont, 11 km na południowy zachód od Turmontu, 212 mieszkańców (2001). 

## Ludność
We wsi mieszka ludność o różnym składzie narodowościowym – Polacy, Litwini, Białorusini i Rosjanie. Przeważa ludność napływowa.  

## Historia

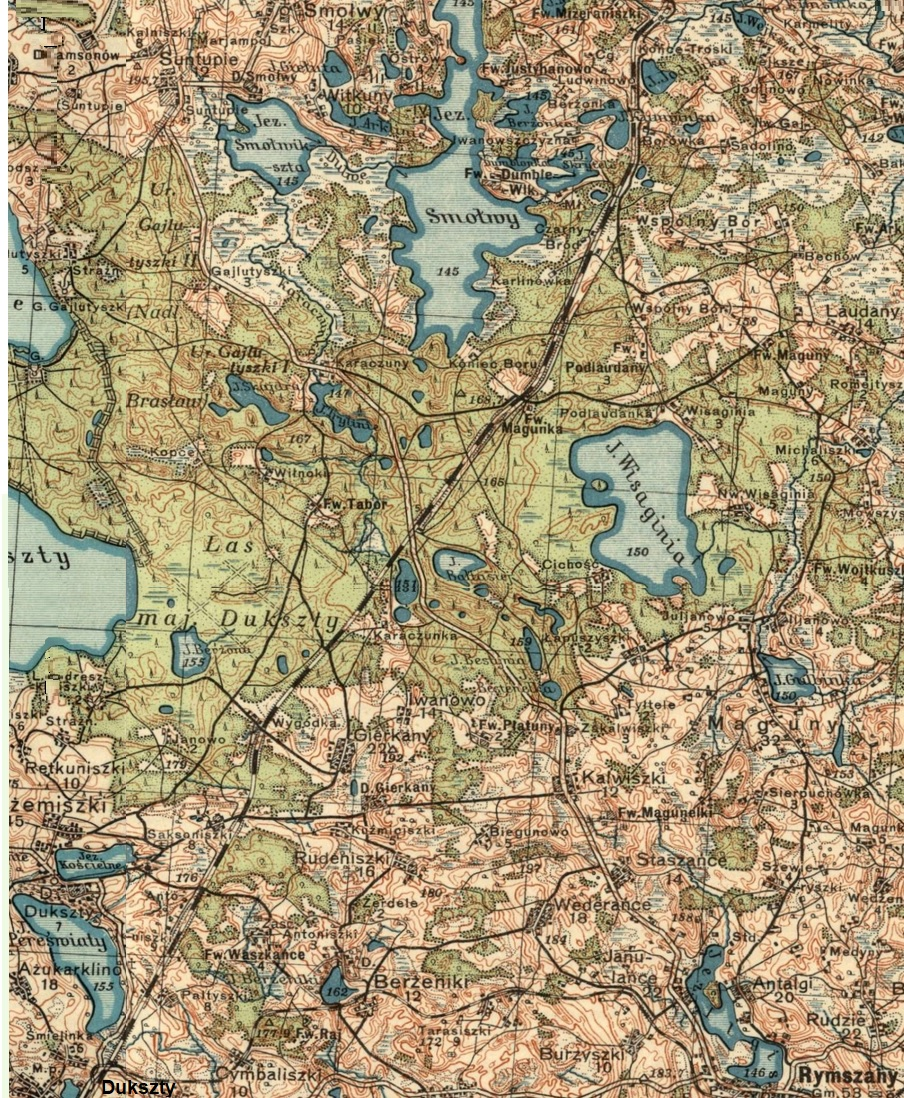
Smołwy (góra mapy), Dukszty (dół lewy), Rymszany (dół prawy)

Pierwsze wzmianki o miejscowości sięgają XVI wieku, należała ona wówczas do Kieblowskich, Podbereskich, nieco później - dobra ziemskie Gintowtów i Bartoszewiczów. W 1600 roku Jan Samson Podberski, pisarz ziemski brasławski, ufundował tu drewniany klasztor kanoników od pokuty. Fundację odnowili w 1750 lub 1766 roku Antoni, Jerzy i Jan Podberscy. Zakonnicy pełnili posługę w kościele parafialnym p.w. Św. Jana Chrzciciela i św. Jana Ewangelisty. Klasztor został skasowany przez Rosjan w 1832 roku po upadku Powstania listopadowego.  
Po Rozbiorach miejscowość została włączona do Rosji. 
Po 1918 roku nieopodal przebiegała linia demarkacyjna z Polską, w okresie dwudziestolecia do 1939 roku należały do Polski jako siedziba gminy Smołwy. 
Według Powszechnego Spisu Ludności z 1921 roku zamieszkiwało tu 119 osób, 97 było wyznania rzymskokatolickiego, 3 prawosławnego a 19 mojżeszowego. Jednocześnie 97 mieszkańców zadeklarowało polską przynależność narodową, 3 rosyjską a 19 żydowską. Było tu 20 budynków mieszkalnych. W 1931 w 18 domach zamieszkiwało 110 osób.
Wierni należeli do parafii rzymskokatolickiej w Smołwach. Miejscowość podlegała pod Sąd Grodzki w m. Turmont i Okręgowy w Wilnie; właściwy urząd pocztowy mieścił się w m. Turmont.
W czasach radzieckich – centrum kołchozu.

## Zabytki
- Kościół pod wezwaniem Najświętszej Marii Panny Różańcowej, zbudowany w 1857 roku.